# Хаим, Алана
Алана Хаим (англ. Alana Haim; родилась 15 декабря 1991, Лос-Анджелес, Калифорния, США) — американская гитаристка и певица музыкальной группы Haim, которую она создала вместе с двумя сёстрами. За дебютную роль в кино, в картине Пола Томаса Андерсона «Лакричная пицца» (2021), была номинирована на премии «Золотой глобус» и BAFTA, получила премию «Спутник» за лучшую женскую роль и премию Национального совета кинокритиков США в номинации «Прорыв года».

## Биография
Алана Хаим родилась 15 декабря 1991 года в Лос-Анджелесе в еврейской семье. Её отец, Мордехай «Моти» Хаим, — израильский футболист, переехавший в США в 1980 году, мать, Донна Роуз, преподавала рисование в начальной школе в Филадельфии. Бабушка Хаим по отцовской линии была родом из Болгарии. У Аланы есть две старших сестры, Эсте (родилась в 1986) и Даниэль (родилась в 1989).
Хаим выросла в долине Сан-Фернандо. В детстве она и её сёстры научились играть на разных музыкальных инструментах, причем Алана взяла в руки перкуссию в четыре года. Семья создала группу Rockinhaim и отыграла свой первый рок-концерт в лос-анджелесском Canter’s Deli в 2000 году. В течение следующего десятилетия эта группа исполняла рок-каверы 70-х и 80-х годов каждые несколько месяцев, в основном на местных ярмарках и благотворительных мероприятиях. В 2010 году Хаим окончила среднюю школу, затем она недолго училась в колледже, но бросила учебу, чтобы сосредоточиться на музыкальной карьере.
В 2007 году Алана и её сестры создали группу Haim, которая выступала на многих музыкальных фестивалях,. В конце 2012 года этот коллектив подписал контракт с Columbia Records и стал хедлайнером на фестивале Jay-Z Made in America. В сентябре 2012 года он выпустил первый студийный альбом, Days Are Gone, имевший коммерческий успех. В июле 2017 года вышел второй альбом, Something to Tell You, в июне 2020 - третий, Women in Music, Pt. III, номинированный на 63-ю премию «Грэмми» в категории «Альбом года». Сингл The Steps получил номинацию в категории «Лучшее рок-выступление».
В 2021 году Хаим дебютировала в качестве актрисы, снявшись в «Лакричной пицце», художественном фильме режиссёра Пола Томаса Андерсона, который до этого снял несколько музыкальных клипов группы и короткометражный документальный фильм о создании альбома Something to Tell You. Дэвид Руни в The Hollywood Reporter оценил её игру как «яркое присутствие, знаменующее появление полностью сформировавшейся звезды экрана». Хаим была номинирована на премии «Золотой глобус», «Выбор критиков», BAFTA, получила премию «Спутник» за лучшую женскую роль, премию Национального совета кинокритиков США в номинации «Прорыв года», ряд других наград и номинаций.
Хаим живет в Лос-Анджелесе.

## Фильмография
| Год  |   | Русское название | Оригинальное название      | Роль       |
| ---- | - | ---------------- | -------------------------- | ---------- |
| 2021 | ф | Лакричная пицца  | Licorice Pizza             | Алана Кейн |
| 2025 | ф | Битва за битвой  | The Battle of Baktan Cross |            |
| 2025 | ф | Драма            | The Drama                  |            |
| 2025 | ф | Гений            | The Mastermind             | Терри Муни |